# Rosa Valetti
Rosa Valetti   (Berlín, 17 de març de 1878 - Viena, 10 de desembre de 1937) nascuda Rosa Alice Vallentin, va ser una actriu, intèrpret de cabaret i cantant alemanya.

## Biografia
Rosa Valetti va néixer a Berlín, filla de l'industrial Felix Vallentin i germana de l'actor Hermann Vallentin. Va interpretar els seus primers papers als teatres del suburbà Berlín. Inspirada per la Revolució de Novembre i la seva trobada amb el satíric polític Kurt Tucholsky, Valetti va començar a actuar als cabarets. El 1920 va fundar el Café Grössenwahn ("Cafè Megalomania"), que ha estat reconegut com un dels cabarets literaris i polítics més importants a Berlín dels anys vint. El cafè Megalomania era freqüentat per escriptors expressionistes, i el programa d'esbossos i cançons polítiques reflectia la creença de Valetti en el cabaret com a instrument de crítica política i social.
La inflació del 1919 al 1923 i el posterior col·lapse de l'economia alemanya van obligar Valetti a tancar el Cafe Megalomania. Va dirigir el cabaret Rakete durant un temps, després va llançar un altre cafè propi, el Rampe, que va acollir les obres del poeta i cantant revolucionari Erich Weinert. Valetti va ser una de les fundadores del cabaret flotant Larifari a finals dels anys vint. El 1928 va actuar com a senyora Peachum en el repartiment original de l'òpera Threepenny de Bertolt Brecht, que es va representar sota la direcció d'Erich Engel al "Berlin Theatre am Schiffbauerdamm".
Rosa Valetti va actuar en papers cinematogràfics a partir del 1911. La seva edat i robustesa asseguraven que actuava principalment en papers materns, com en la pel·lícula Die Prinzessin und der Geiger (La princesa i el violinista) de 1925, en què va interpretar un personatge de 46 anys, vella àvia. A la pel·lícula de Blau Engel (L'àngel blau) de Josef von Sternberg (1930), interpreta l'esposa del mag, Kiepert (Kurt Gerron). Valetti també apareix breument al clàssic "M" (M, un assassí entre nosaltres) de Fritz Lang del 1931 com a propietari d'un cafè del infra-món.
El 1933, Valetti es va exiliar actuant primer a Viena i Praga, després a Palestina el 1936. Es va casar amb l'actor Ludwig Roth i va tenir amb ell una filla, l'actriu Lisl Valetti.
Rosa Valetti va morir a Viena el 10 de desembre de 1937. Va ser enterrada a la Urnenhain. La tomba va existir fins al 2001. Un carrer del barri de Mahlsdorf de Berlín rep el nom de "Rosa-Valetti-Strasse" en honor seu.